# Calliactis argentacoloratus
Calliactis argentacoloratus is een zeeanemonensoort uit de familie Hormathiidae.
Calliactis argentacoloratus is voor het eerst wetenschappelijk beschreven door Pei in 1996.